# قييف (المسيمير)

تعديل مصدري - تعديل

قييف هي إحدى قرى عزلة المسيمير بمديرية المسيمير التابعة لمحافظة لحج، بلغ تعداد سكانها 335 نسمة حسب تعداد اليمن لعام 2004.